# X2 (film)
X2 (promotionele titels: X-Men 2 en X2: X-Men United) is een Amerikaanse film uit 2003 onder regie van Bryan Singer. Het is een vervolg op X-Men (2000) en wordt gevolgd door X-Men: The Last Stand (2006). De film is gebaseerd op de stripboekserie X-Men.

## Verhaal
De film begint met een aanval van een mutant genaamd Nightcrawler op het Witte Huis in Washington. Net als Nightcrawler de president wil vermoorden, wordt hij door een kogel geraakt en verdwijnt en laat alleen een mes achter waarop staat: "Nu vrijheid voor mutanten".
Wolverine bereikt eindelijk Alkali Lake, de faciliteit waar met mutanten zoals hij geëxperimenteerd werd. Hij vindt echter alleen een lege dam. Ondertussen brengt de school van Xavier een bezoek aan een museum. Jean wordt door Cyclops geconfronteerd met haar gebrek aan controle over haar krachten en ze bekent aan hem dat ze een slecht voorgevoel heeft over de toekomst. In het café krijgen Rogue, Iceman en Pyro ruzie met twee andere jongens, wat resulteert in Pyro die een van de jongens kleren in brand steekt. Iceman dooft het vuur snel, maar opeens staat alles stil, behalve de mutanten. Professor Xavier verschijnt, ontevreden over het gedrag van zijn studenten. Dan zien ze op het nieuws een bericht over de aanslag op het Witte Huis en besluit Xavier te vertrekken.
Wolverine keert terug naar Xaviers School voor Begaafde Jongeren en ontmoet daar Bobby Drake beter bekend als Iceman, het vriendje van Rogue. Xavier heeft inmiddels met behulp van Cerebro Nightcrawler gelokaliseerd ergens in Boston en stuurt Storm en Jean op pad om hem op te halen, met de X-Jet. Xavier en Cyclops gaan op bezoek bij Magneto in zijn plastic gevangenis om er achter te komen of hij meer af weet van de aanval op de president. Hier lopen ze in een val van William Stryker, die beiden gevangenneemt.
De opstand tegen de mutanten worden groter, en William Stryker krijgt de toestemming de mutanten in Xaviers school op te pakken en te verhoren. Zijn teams beginnen met een aanval op de school. Wolverine heeft nachtmerries over de plaatsing van zijn adamatiumskelet en wordt wakker. In de keuken treft hij Iceman aan en de twee hebben een gesprek totdat Stryker's aanval begint. De soldaten proberen elke mutant te verdoven maar, Siryn maakt iedereen wakker met haar sonische schreeuw. De meeste studenten weten te ontsnappen met de hulp van Colossus, terwijl Wolverine achterblijft om de aanvallers te confronteren. Wolverine, Iceman, Rogue en Pyro ontsnappen met de auto van Cyclops. Ze vluchten naar het huis van Icemans ouders in Boston.
Ondertussen verleidt Mystique, vermomd als een bloedmooie vrouw, een van de bewakers van Magneto’s plastic gevangenis. Ze verdooft hem en spuit een grote hoeveelheid ijzer in zijn lichaam. Wanneer de bewaker de volgende dag Magneto opzoekt, gebruikt die het ijzer in het lichaam van de bewaker om uit te breken.
In Boston bekent Iceman aan zijn ouders dat hij een mutant is. Zijn broer sluipt hierop naar boven en belt de politie met de mededeling dat hij en zijn ouders vast worden gehouden in hun huis. De politie arriveert, en in de confrontatie die volgt gebruikt Pyro zijn krachten om de agenten aan te vallen, totdat Rogue hem stopt. Storm en Jean, die inmiddels Nightcrawler hebben opgehaald, arriveren in de X-Jet en de groep vertrekt. Al snel worden ze aangevallen door twee straaljagers. Ondanks dat Storm hen af weet te schudden door met haar krachten een serie tornado’s te creëren weten de straaljagers hen neer te schieten. De neerstortende X-Jet wordt vlak voor de grond afgeremd en veilig neergezet door Magneto.
Die avond onthult Magneto dat Mystique Strykers ware plannen heeft ontdekt. Stryker was verantwoordelijk voor Nightcrawlers aanval op de president met behulp van een speciale hypnotiserende vloeistof. Hij deed dit om toestemming te krijgen Xaviers school aan te vallen. Dit enkel en alleen met het doel om Cerebro, de machine waarmee Professor X mutanten kan opsporen, in handen te krijgen. Hij wil een tweede Cerebro bouwen, en vervolgens Professor X gebruiken om via deze Cerebro alle mutanten op aarde te vermoorden. De X-Men en Magneto werken samen om Stryker te stoppen. Door Nightcrawlers gedachten te lezen komt Jean erachter dat Strykers basis wel degelijk bij het Alkali meer is, maar verstopt onder de grond.
Stryker krijgt Professor X in zijn macht via zijn zoon Jason. Jason is eveneens een mutant met de gave om krachtige visioenen en illusies op te wekken in iemands hoofd. Hij laat Professor X denken dat hij alle mutanten moet doden. Mystique, vermomd als Wolverine, weet door te dringen in de basis van Stryker en laat de anderen binnen. Storm en Nightcrawler vinden de ontvoerde studenten van de school en helpen hen ontsnappen. Jean komt een door Stryker gehersenspoelde Cyclops tegen, maar weet hem weer bij zinnen te brengen. Tijdens hun gevecht raakt de dam echter beschadigd, waardoor die langzaam begint te barsten. Magneto en Mystique vinden Cerebro, en Magneto kan net op tijd Cerebro stilzetten van buitenaf. Vervolgens past hij Cerebro een beetje aan en laat Mystique, vermomd als Stryker, Jason het bevel geven Professor X ertoe aan te zetten alle gewone mensen via Cerebro te vermoorden.
Wolverine zoekt Stryker, maar wordt door diens assistent Lady Deathstrike geconfronteerd. Wolverine doodt haar uiteindelijk door haar vol vloeibaar adamantium te pompen. Vervolgens gaat hij Stryker achterna en bindt hem met een ketting vast zodat hij om zal komen als de dam doorbreekt en de hele vallei vol water stroomt.
De X-Men vinden Cerebro en ontdekken Magneto’s plan. Storm laat zichzelf door Nightcrawler naar binnen teleporteren, en roept een sneeuwstorm op om Jason’s macht over de professor te breken. Wanneer de hele ruimte begint in te storten teleporteert Nightcrawler Storm en Professor X naar de X-Jet.
Magneto, Mystique en Pyro, die zich bij Magneto wil aansluiten, vluchten met een helikopter. Maar de X-Jet weigert dienst op het moment de dam doorbreekt. Jean Grey gebruikt haar psychische krachten om het water tegen te houden en de jet op te laten stijgen (hierbij vertoont ze al tekenen van haar latere vorm Phoenix). De jet vertrekt veilig, maar Jean wordt bedolven onder het water.
In het Witte Huis maakt de president zich klaar voor een speech om het volk te informeren over de mutantenbedreiging. Dan valt plotseling het licht uit en bevriest iedereen, behalve hijzelf. De X-Men verschijnen en geven de president een aantal documenten van Stryker waarin te zien is dat hij geprobeerd heeft een oorlog tussen mensen en mutanten te starten. De Professor geeft de president een ultimatum: of mutanten en mensen leren samen te leven, of ze zullen elkaar uitroeien in een oorlog. De X-Men vertrekken weer, en de president blijft verbluft achter, twijfelend of hij zijn speech moet voortzetten.
De film eindigt met een blik op het Alkali-meer. Wanneer de camera over het meer heen vliegt wordt in het water een oplichtende vlek in de vorm van een vogel zichtbaar.

## Rolverdeling
| Acteur              | Personage                            |
| ------------------- | ------------------------------------ |
| Hugh Jackman        | Wolverine (Logan)                    |
| Patrick Stewart     | Charles Xavier                       |
| Famke Janssen       | Jean Grey / Phoenix                  |
| Ian McKellen        | Magneto (Eric Lensherr)              |
| Halle Berry         | Storm (Ororo Munroe)                 |
| James Marsden       | Cyclops (Scott Summers)              |
| Brian Cox           | William Stryker                      |
| Anna Paquin         | Rogue                                |
| Rebecca Romijn      | Mystique (als Rebecca Romijn-Stamos) |
| Alan Cumming        | Nightcrawler (Kurt Wagner)           |
| Shawn Ashmore       | Iceman (Bobby Drake)                 |
| Aaron Stanford      | Pyro (John Allerdyce)                |
| Kelly Hu            | Lady Deathstrike (Yuriko Oyama)      |
| Daniel Cudmore      | Colossus (Peter Rasputin)            |
| Cotter Smith        | President McKenna                    |
| Bruce Davison       | Senator Robert Kelly                 |
| Ty Olsson           | Mr. Laurio                           |
| Steve Bacic         | Beast (Dr. Hank McCoy)               |
| Michael Reid MacKay | Jason 143 / Jason Stryker            |
| Keely Purvis        | Klein meisje 143 / Jonge Jason       |
| Katie Stuart        | Shadowcat (Kitty Pryde)              |
| Kea Wong            | Jubilee (Jubilation Lee)             |
| Shauna Kain         | Siryn (Theresa Rourke)               |
| Connor Widdows      | Jones                                |
| Bryce Hodgson       | Artie                                |
| Peter Wingfield     | Lyman, Strykers soldaat              |
| Jill Teed           | Madeline Drake                       |
| Alf Humphreys       | William Drake                        |
| James Kirk          | Ronny Drake                          |

## Achtergrond

### Inspiratie
De verhaalelementen van de film, waaronder Stryker’s plot om Xavier’s krachten te gebruiken voor het uitroeien van mutanten, en de samenwerking tussen de X-Men en Magneto, zijn losjes gebaseerd op de graphic novel God Loves, Man Kills van Chris Claremont. In dat verhaal heeft Stryker een militaire achtergrond, maar is over het algemeen een religieus leider wiens vrouw een mutantenkind kreeg. Hij doodde hen allebei en besloot dat hij door God was uitverkozen om alle mutanten te doden. In de film wordt zijn militaire achtergrond meer naar voren gehaald en zijn religieuze kant wordt geheel weggehaald.

### Connecties met het Marvel Universum
In de scène waar Mystique Stryker’s computer doorzoekt voor de locatie van Magneto’s cel, verschijnt er een lijst van mutanten in beeld. Veel hiervan zijn bekende mutanten uit de strips zoals:
- Gambit
- de Guthrie kinderen Cannonball en Husk
- Proteus, de zoon van Moira MacTaggert
- Multiple Man
- de Maximoff kinderen Scarlet Witch en Quicksilver (Magneto’s kinderen in de strips)
- Karma
- Danielle Moonstar
- Skin
- Omega Red
- Cecilia Reyes
- Wild Child
- Lila Cheney
- Polaris
- Feral
- Mister Sinister
- Sunspot
- Sabra
- de familie Cassidy: Black Tom Cassidy, Banshee en Siryn
- Blob
- Sabretooth
- Beast

Van al deze mutanten verschijnt alleen Multitple Man daadwerkelijk in een van de films; hij heeft een kleine rol in X-Men: The Last Stand.
In dezelfde scène ziet Mystique een op een andere computer nog meer namen:
- computerfile over Omega Red.
- Franklin Richards, de mutantenzoon van Mr. Fantastic en Invisible Woman van de Fantastic Four
- Synch
- Penance
- Copycat
- Deadpool
- Dazzler
- de tweeling Swordsman en Fenris
- Jamie Braddock
- Agent Zero
- Sunfire
- Boom Boom / Meltdown
- Mimic
- Toad
- Wolfsbane
- Strong Guy
- Shadowcat
- Sauron
- Forge

Ook is er een map genaamd “Project Wideawake”, een operatie waarbij enorme mutantenjagende robots genaamd Sentinels werden gebouwd.
In de scène waar Mystique de bewaker van Magneto’s cel verleidt, is op de achtergrond een tv te zien met daarop een nieuwsuitzending over mutanten. In die uitzending debatteren Dr. Hank McCoy (die in de volgende film en in de strips Beast wordt) en Sebastian Shaw (de leider van de Hellfire Club in de strips) met elkaar.
In de scène waar Strykers troepen de school aanvallen zijn er cameo’s van Shadowcat, Siryn en Colossus.
De komst van een derde film werd al min of meer aangeduid in deze, door het feit dat Jean steeds sterker wordt. Op het eind is de beeltenis van de Phoenix te zien in het meer.

### Reacties
Net als de eerste film was X2 een groot succes, die veruit de meeste stripboekfans achter zich kreeg. De film bracht in Noord-Amerika alleen al $214,9 miljoen op, en #407,5 miljoen wereldwijd. T
Het tijdschrift Wizard noemde de film de beste stripboekverfilming van het jaar (2003). Empire noemde het de beste stripboekverfilming ooit

### Afgeleide producten
X2 kreeg een spin-off in de vorm van enkele videospellen en een stripserie. Het computerspel X2: Wolverine's Revenge droeg weliswaar de naam van de film, maar had niets te maken met de gebeurtenissen uit de film.
Het videospel X-Men: The Official Game, diende als een brug tussen X2 en X-Men: The Last Stand. Het spel verklaart onder andere waarom Nightcrawler niet meer aanwezig is in de derde film.
De film werd ook omgezet tot een stripboek. Dit stripboek werd echter geschreven zonder dat de schrijvers het echte einde van de film al wisten. Daarom verschilt de strip op het eind van de film.

## Prijzen en nominaties
| Jaar | Prijs                                                | Categorie                                                  | Genomineerde(n)                                                      | Uitslag     |
| ---- | ---------------------------------------------------- | ---------------------------------------------------------- | -------------------------------------------------------------------- | ----------- |
| 2003 | Cinescape Genre Face of the Future Award             | Man                                                        | Shawn Ashmore                                                        | Genomineerd |
| 2003 | DVDX Award                                           | Best Overall DVD, New Movie (Including All Extra Features) | Robert Meyer Burnett                                                 | Genomineerd |
| 2003 | Teen Choice Award                                    | Choice Movie - Drama/Action Adventure                      | -                                                                    | Genomineerd |
| 2003 | Teen Choice Award                                    | Choice Movie Actor - Drama/Action Adventure                | Hugh Jackman                                                         | Genomineerd |
| 2003 | Teen Choice Award                                    | Choice Movie Actress - Drama/Action Adventure              | Halle Berry                                                          | Genomineerd |
| 2003 | Teen Choice Award                                    | Choice Movie Actress - Drama/Action Adventure              | Rebecca Romijn                                                       | Genomineerd |
| 2003 | Teen Choice Award                                    | Choice Movie Chemistry                                     | Anna Paquin, Shawn Ashmore                                           | Genomineerd |
| 2003 | Teen Choice Award                                    | Choice Movie Fight/Action Sequence                         | -                                                                    | Genomineerd |
| 2003 | Teen Choice Award                                    | Choice Movie Liar                                          | Rebecca Romijn                                                       | Genomineerd |
| 2003 | Teen Choice Award                                    | Choice Movie Villain                                       | Brian Cox                                                            | Genomineerd |
| 2003 | Teen Choice Award                                    | Choice Movie Villain                                       | Ian McKellen                                                         | Genomineerd |
| 2004 | Saturn Award                                         | Beste sciencefictionfilm                                   | -                                                                    | Gewonnen    |
| 2004 | Saturn Award                                         | Beste kostuums                                             | Louise Mingenbach                                                    | Genomineerd |
| 2004 | Saturn Award                                         | Beste dvd-collectie                                        | -                                                                    | Genomineerd |
| 2004 | Saturn Award                                         | Beste regisseur                                            | Bryan Singer                                                         | Genomineerd |
| 2004 | Saturn Award                                         | Beste make-up                                              | Gordon J. Smith                                                      | Genomineerd |
| 2004 | Saturn Award                                         | Beste muziek                                               | John Ottman                                                          | Genomineerd |
| 2004 | Saturn Award                                         | Beste speciale effecten                                    | Michael L. Fink, Richard E. Hollander, Sephen Rosenbaum, Mike Vézina | Genomineerd |
| 2004 | Saturn Award                                         | Beste scenario                                             | Dan Harris, Michael Dougherty                                        | Genomineerd |
| 2004 | BMI Film Music Award                                 | -                                                          | John Ottman                                                          | Gewonnen    |
| 2004 | CNOMA Award                                          | Best Hairstyling for a Feature Film                        | Jennifer Bower O'Halloran                                            | Gewonnen    |
| 2004 | Empire Award                                         | Beste acteur                                               | Hugh Jackman                                                         | Genomineerd |
| 2004 | Empire Award                                         | Beste film                                                 | -                                                                    | Genomineerd |
| 2004 | Golden Trailer Award                                 | beste actie                                                | -                                                                    | Genomineerd |
| 2004 | Hollywood Makeup Artist and Hair Stylist Guild Award | Best Special Makeup Effects – Feature                      | Gordon J. Smith, Evan Penny, Jay McClennen                           | Genomineerd |
| 2004 | Hugo Award                                           | Best Dramatic Presentation - Long Form                     | -                                                                    | Genomineerd |
| 2004 | Blimp Award                                          | favoriete filmactrice                                      | Halle Berry                                                          | Genomineerd |
| 2004 | MTV Movie Award                                      | Breakthrough Male Performance                              | Shawn Ashmore                                                        | Gewonnen    |
| 2004 | MTV Movie Award                                      | Beste gevecht                                              | Hugh Jackman, Kelly Hu                                               | Genomineerd |
| 2004 | MTV Movie Award                                      | Beste kus                                                  | Shawn Ashmore, Anna Paquin                                           | Genomineerd |
| 2004 | MTV Movie Award                                      | Beste film                                                 | -                                                                    | Genomineerd |
| 2004 | Mexicaanse MTV Movie Award                           | Sexiest She-Villain (Villana más Sexy)                     | Rebecca Romijn                                                       | Genomineerd |
| 2004 | Golden Reel Award                                    | Best Sound Editing in Domestic Features - Dialogue & ADR   | John A. Larsen, Craig Berkey, Donald Sylvester                       | Genomineerd |
| 2004 | OFCS Award                                           | beste visuele effecten                                     | -                                                                    | Genomineerd |
| 2004 | PFS Award                                            | mensenrechten                                              | -                                                                    | Genomineerd |
| 2004 | PFS Award                                            | Vrede                                                      | -                                                                    | Genomineerd |

## Trivia
- Bryan Singer heeft zelf een cameo in de film. Hij rijdt Xavier met zijn rolstoel naar de andere kamer wanneer Xavier Magneto opzoekt.
- Wanneer Nightcrawler Storm en Jean probeert af te schrikken, roept hij de Duitse zinnen Ich bin der Bote des Teufels. Ich bin die Ausgeburt des Bösen! Letterlijk vertaald betekent dit: Ik ben de boodschapper van de Duivel. Ik ben de belichaming/voortbrenger van het kwaad!
- In de scène in de bar is op de tv ook heel even een aflevering van Star Trek: The Next Generation te zien. In deze serie speelde Patrick Stewart (Xavier) ook mee.
- Ook in deze barscène zien we actrice Rebecca Romijn (Mystique) in haar normale gedaante wanneer ze een van de bewakers van Magneto's cel probeert te verleiden.
- In deze film heeft Storm niet langer een accent. Dit was eruit geschreven omdat ze nu een grotere rol heeft.